# Кедров Георгій Тихонович
Георгій Тихонович Кедров (1907, село Яковлевська Новгородської губернії, тепер Новгородської області, Російська Федерація — 1983, місто Ленінград, тепер Санкт-Петербург, Російська Федерація) — радянський діяч, 2-й секретар ЦК КП(б) Естонії. Член Бюро ЦК КП Естонії в 1948—1949 роках.

## Життєпис
Народився в квітні 1907 року в селянській родині.
Член ВКП(б) з 1928 року.
У вересні 1928 — вересні 1930 року — слухач робітничого факультету Ленінградського електротехнічного інституту.
У вересні 1930 — лютому 1935 року — студент Ленінградського інженерно-економічного інституту.
У лютому 1935 — лютому 1937 року — інженер-економіст, завідувач спеціального бюро, начальник планово-виробничого відділу фабрики «Красный Октябрь» у місті Ленінграді.
У лютому 1937 — серпні 1938 року — начальник II відділу, в.о. секретаря, секретар комітету ВКП(б) заводу № 234 у Ленінграді.
У серпні 1938 — квітні 1939 року — завідувач агітаційно-пропагандистського відділу, 3-й секретар Виборзького районного комітету ВКП(б) міста Ленінграда.
У квітні — листопаді 1939 року — завідувач сектору кадрів оборонної промисловості Ленінградського міського комітету ВКП(б).
У листопаді 1939 — квітні 1941 року — 1-й секретар Фрунзенського районного комітету ВКП(б) міста Ленінграда.
У квітні 1941 — квітні 1946 року — 1-й секретар Виборзького районного комітету ВКП(б) міста Ленінграда.
У квітні — серпні 1946 року — заступник секретаря Ленінградського міського комітету ВКП(б) та завідувач відділу оборонної промисловості Ленінградського міського комітету ВКП(б).
У серпні 1946 — листопаді 1948 року — секретар Ленінградського міського комітету ВКП(б) з кадрів.
16 жовтня 1948 — 30 серпня 1949 року — 2-й секретар ЦК КП(б) Естонії.
17 вересня 1949 року виключений із ВКП(б). У жовтні 1949 року заарештований органами МДБ СРСР у «Ленінградській справі». 21 січня 1952 року засуджений до 25 років ув'язнення. Відбував покарання у виправно-трудових таборах Воркути.
29 травня 1954 року звільнений із ув'язнення, реабілітований.
У 1955—1967 роках — директор заводу «Ленгазапарат» у місті Ленінграді.
З 1967 року — на пенсії.
Помер у червні 1983 року в місті Ленінграді (Санкт-Петербурзі).